# Хајнрих Нојхаус
Хајнрих Густавович Нојхаус (12. април 1888 – 10. октобар 1964) био је совјетски пијаниста и педагог немачког порекла. Предавао је на Московском конзерваторијуму од 1922. до 1964. године. Носио је одликовање Народног уметника РСФСР 1956. године. Његова књига Уметност клавира (1958) је награђена, а једна је од најауторитативнијих и најраспрострањенијих књига клавирске литературе. Умро је у Москви 1964. године.

## Живот
Рођен је у Јелисаветограду (садашњи Кропивницки) у данашњој Украјини. Иако су његови родитељи били професори клавира, Хајнрих је био самоук. Највећи утицај на уметнички развој имао је његов рођак Карол Шимановски и посебно његов ујак Феликс Блуменфелд. Године 1902. одржао је концерт у Јелисаветограду са једанаестогодишњим Михаилом Елманом, а 1904. одржао је концерте у Дортмунду, Бону, Келну и Берлину. Понекад је студирао са Леополдом Годовским у Берлину, од 1909. до избијања Првог светског рата.
Године 1914, Нојхаус је почео да предаје у Јелисаветограду, а касније и у Тбилисију и Кијеву (где се спријатељио са Владимиром Хоровицем). Након што је био привремено парализован, Нојхаус је био приморан да прекине концертну каријеру. Године 1922, почео је да предаје у на конзерваторијуму у Москви, где је био директор од 1935. до 1937. Када су се Немци приближили Москви 1941. године, Хајнрих је оптужен да је немачки шпијун. Пуштен је осам месеци касније под притиском Дмитрија Шостаковича, Емила Гиљелса и др. Његови ученици били су: Свјатослав Рихтер, Емил Гиљелс, Анатолиј Ведерников и др.
Имао је два сина. Његов син из првог брака, Станислав Нојхаус, је био запажени пијаниста. Станислав Бунин, пијаниста, је његов унук.